# 和久井薫
和久井 薫（わくい かおる、1948年12月1日 - ）は、日本のアナウンサー。札幌テレビ放送（STV）に在職ののち、札幌映像プロダクション（旧：オフィスサッポロ　札幌テレビ系）所属・STV専属フリーアナウンサー。
血液型はAB型、身長は177cm、70 kg。

## 来歴
埼玉県大宮市（現：さいたま市）出身。早稲田大学第一文学部社会学科卒業。
元々は人前で話をするということが大の苦手だったとのことだが、大学入学後にアナウンス研究会に入会してから、人前で話すということに魅了されてゆく。アナウンス研究会の1年後輩にくり万太郎、2年後輩に吉田照美らがいる。札幌オリンピックを前に札幌の美しさが紹介されていたのを見て魅力を感じ北海道の放送局への入局を志すこととなった。

### STV在職当時
1972年にSTVへアナウンサーとして入社。同年5月16日のラジオニュース でアナウンスデビュー。STVラジオにて平日夜11時から放送された『GREEN LOVE 和久井薫のイレブンホットライン』では、若者の悩みを聞く兄貴分的存在として人気を博す。1970年代に平日昼の帯番組として放送されたワイドショー番組『2時のワイドショー』では、スポーツコーナーを担当していた。
1987年4月から1993年9月まで、昼の情報番組『ちょっと和久井の2時ですよ』のキャスターを務めた。『2時ですよ』終了後は1996年3月まで、平日夕方帯の報道・情報ワイド番組『どさんこワイド』で占いコーナーを担当、1996年4月から2006年9月まで、平日朝帯の情報ワイド番組『朝6生ワイド』メインキャスターを務めた。
情報番組以外には、プロ野球中継（読売ジャイアンツ=巨人が札幌で主催する公式試合。2004年以降は札幌を本拠地とする北海道日本ハムファイターズ主催公式試合）や、男子ゴルフの全日空オープントーナメントなど、スポーツ中継の実況も担当。
その一方で、編成局アナウンス部専門部長から1999年7月に編成局アナウンス部長→編成局次長→2004年編成局専任局長 を務めた。
2006年10月に『どさんこワイド』にニュースキャスターとして復帰、12月以降は役員待遇編成局専任局長として在籍。2008年に定年を迎えたが、嘱託アナウンサーとして引き続きニュースキャスター・コメンテーターを担当。また、2010年まではプロ野球中継担当アナウンサーとして名鑑に明記される場合があった。

### STV退社後
2011年に退社。その後は、グループ会社のオフィス・サッポロ（2012年7月に札幌映像プロダクションへ合併吸収）に所属 し、フリーアナとして引き続きSTV・STVラジオの番組に出演。2012年4月からSTVラジオ『みのやと佳子のときめきワイド』『牧とのりおのスーパースクランブル』へ出演。そのため、『どさんこワイド』は3月28日放送分をもって降板。一方、同年からはプロ野球中継の実況にも復帰している。
番組出演のほか、番組企画、STV企画ツアーの同行、企業・法人の式典やシンポジウムの司会、対談企画や講演活動 も行う。

## 人物
STVアナウンサーきっての巨人ファンであり、野球中継番組のイメージキャラクターとして巨人のユニフォームを着て「Wカオル」として登場したこともあった。背番号は和久井の名をもじって「091」。ただし、和久井アナとＷカオルは別人という設定である。日本ハムの札幌移転前後にあたる2003年から2004年頃には、STV公式サイト内で『Wカオルの俺達ジャイアンツ党』と題したウェブコンテンツが配信され、コラム「だぶりゅーの喜劇」の執筆を担当。また、2003年頃には、『スポーツ報知』北海道ローカル版にてWカオル名義での巨人コラムを連載していた。妻はSTVで同期入社の元アナウンサー。

## 活動リスト

### 現在
テレビ
- 和久井薫のわくわく商店

ラジオ
- 和久井薫の元気!発見 (2021年3月29日 - )

### 過去
- 各種スポーツ中継[29]（テレビorラジオ[9]）

テレビ
- 2時のワイドショー（スポーツ担当）
- STVニュースToday（1982年4月 - 1987年3月）
- ちょっと和久井の2時ですよ[29]（1987年4月 - 1993年9月）
- どさんこワイド[29]（占いコーナー…1993年10月 - 1996年3月、ニュース担当[29]…2006年10月 - 2011年3月、18時台コメンテーター…2011年4月 - 2012年3月28日）
- 朝6生ワイド[29]（メインキャスター…1996年4月 - 2006年9月）
- ハイ!STVです
- 北、再発見[29]（キャスター）
- プロ野球中継（実況）

ラジオ
- アタックヤング[29]（金曜担当…1978年10月 - 1980年4月、水曜担当…1980年5月 - 1981年3月）[30]
- GREEN LOVE 和久井薫のイレブンホットライン[29]（平日11時台）
- みのやと佳子のときめきワイド（2012年4月 - 2013年3月）
- 牧とのりおのスーパースクランブル（2012年4月 - 2013年3月）
- 和久井薫のサンデーヒットパレード
- 和久井薫の僕らの時代（2013年3月10日 - 2014年3月21日）
- どさんこラジオ[31]（2013年4月 - 2015年3月）
- 生活情報バラエティ わくわくラジオ（2015年4月 - 2016年4月）
- オハヨー!ほっかいどう（2016年4月 - 2021年3月24日） - 月～水曜担当
- STVラジオ開局60周年記念　ハーベストフェス2022（2022年10月9日）

### 出演CM
- STVハウジングプラザ
- コアレックス道栄
- リノベーション（2021年）

### 出演映画
- パコダテ人（2002年公開） - ニュースキャスター 役[32]

## 同期入社のアナウンサー
- 稲垣美知子
- 臼井佳子（退社後は、栃木放送ラジオパーソナリティや栃木県教育委員長として活動）
- 小林千恵子
- 林倫子

## 参考資料
- 『12球団全選手カラー百科名鑑』シリーズ
  - 12球団全選手カラー百科名鑑2004（『ホームラン』2004年3月号増刊。2004年3月31日発行、日本スポーツ出版社）
  - 12球団全選手カラー百科名鑑2005（『ホームラン』2005年3月号増刊。2005年3月31日発行、日本スポーツ出版社）
  - 12球団全選手カラー百科名鑑2006（『ホームラン』2006年3月号増刊。2006年3月31日発行、日本スポーツ出版社）
  - 12球団全選手カラー百科名鑑2007（『ホームラン』2007年3月号増刊。2007年3月26日発行、日本スポーツ出版社）
  - 12球団全選手カラー百科名鑑2008（『ネットマネー』2008年3月号増刊。2008年3月31日発行、廣済堂出版）
  - 12球団全選手カラー百科名鑑2009（『ホームラン』2009年3月号増刊。2009年3月1日発行、廣済堂あかつき）
  - 12球団全選手カラー百科名鑑2010（『廣済堂ベストムック』151号。2010年2月17日発売、廣済堂あかつき）ISBN 4331801543
  - 12球団全選手カラー百科名鑑2011（『廣済堂ベストムック』169号。2011年2月21日発売・発行、廣済堂あかつき）ISBN 4331801721
  - 12球団全選手カラー百科名鑑2012（『廣済堂ベストムック』189号。2012年2月24日発売・発行、廣済堂出版）ISBN 4331801934
  - 12球団全選手カラー百科名鑑2013（『廣済堂ベストムック』219号。2013年2月25日発売・発行、廣済堂出版）ISBN 4331802213
- プロ野球コンプリート選手名鑑2013（『三才ムック』VOL.598。2013年2月23日発売・3月1日発行、三才ブックス）ISBN 4861995752
- 各種外部リンク（インターネットアーカイブの保存キャッシュを含む）
  - 『tv.nikkansports.com』（日刊スポーツのテレビ番組情報サイト）